# NGC 578
NGC 578 is een balkspiraalstelsel in het sterrenbeeld Walvis. Het hemelobject werd op 11 november 1835 ontdekt door de Britse astronoom John Herschel.

## Synoniemen
- PGC 5619
- ESO 476-15
- MCG -4-4-20
- UGCA 18
- AM 0128-225
- IRAS01280-2255